# Bu-Ba-Bu
Bu-Ba-Bu (ukr. Бу-Ба-Бу, skrót od: Бурлеск-Балаган-Буфонада (Burłesk-Bałahan-Bufonada)) – ukraińskie literackie ugrupowanie, założone 17 kwietnia 1985 r. we Lwowie przez Jurija Andruchowycza, Wiktora Neboraka i Ołeksandra Irwańca. 
Styl Bu-Ba-Bu najczęściej określa się jako "karnawałowy", "neobarokowy", "uliczny", czy "postmodernistyczny". Poprzez elementy gry, parodii, ironii i śmiechu Bu-Ba-Bu niszczyło kanon socjalistycznego reżimu. 
Publiczne występy „Bu-Ba-Bu”, z całą swoją niepowtarzalnością głosów, intonacji, improwizacji i intermediów, stanowiły podstawę "bubabizmu". Ugrupowanie występowało na terenie całej Ukrainy, a także poza jej granicami (Rosja, Polska, Czechy). Pierwszy występ "Bu-Ba-Bu" odbył się 27 grudnia 1987 r. w Teatrze Młodzieżowym (obecnie: Młody Teatr) w Kijowie. Kulminacją ich działalności było wystawienie opery rockowej "Chrysler Imperial" we Lwowie jesienią 1992 r. oraz wydanie w 1995 r. w parodystycznej formie utworów Bu-Ba-Bu. W 1995 r. grupa zaprzestała działalności, jednak jeszcze w latach 1998–2000 jej członkowie wręczali nagrodę "Bu-Ba-Bu" im. Pana Bazia (który był bohaterem utworów wszystkich trzech poetów) w celu stworzenia Akademii, w skład której miało wchodzić dwunastu apostołów. Nagrodą była butelka najdroższego alkoholu, jaki poeci byli w stanie zakupić tego dnia. 
Po roku 2000 grupa zaprzestała działalności, a jej członkowie prowadzą indywidualną działalność artystyczną: Jurij Andruchowycz pisze powieści i eseje, Ołeksandr Irwaneć – utwory sceniczne, a Wiktor Neborak, po krótkiej przygodzie z muzyką rockową, został nauczycielem literatury we Lwowie.